# Републикански път III-8406
Републикански път IIІ-8406 е третокласен път, част от Републиканската пътна мрежа на България, преминаващ изцяло по територията на Благоевградска област, Община Белица. Дължината му е 3,6 km.
Пътят се отклонява надясно при 91,1 km на Републикански път II-84 в западната част на с. Краище, насочва на северозапад по долината на Белишка река (десен приток на Места) и Белишката котловина и след 3,6 km завършва в центъра на град Белица.